# Louis-Paul M'Fédé
Louis Paul M'Fedé (Yaoundé, Camerun, 26 de febrer de 1961 - ibídem, 10 de juny de 2013) va ser un futbolista professional camerunès que jugava en la posició de migcampista.
Va debutar com a futbolista professional el 1981 amb el Canon Sportif de Yaoundé, equip de la seva ciutat natal. Després d'estar dos anys en el club va ser traspassat al Stade Rennais FC, club francès que militava en la Ligue 1 després d'ascendir l'any anterior. Després de quatre temporades al club francès, va tornar al Canon Yaoundé, i després d'una cessió a la UE Figueres el 1990, es va retirar a l'equip camerunès el 1995 als 34 anys.
Va ser internacional amb la selecció del Camerun un total de 66 partits entre 1984 i 1994, amb la qual va participar en els Jocs Olímpics de 1984, a la Copa del Món de 1990 i la de 1994, i a la Copa d'Àfrica de Nacions de 1988, 1990 i 1992, marcant un total de 8 gols.
Louis M'Fedé va morir el 10 de juny de 2013 als 52 anys, després d'una infecció pulmonar.

## Palmarès
Clubs
- Lliga camerunesa de futbol (1982, 1992)
- Copa camerunesa de futbol (1983, 1993)

Selecció
- Copa d'Àfrica (1988)